# Chelsea Football Club (Desenvolvimento de plantel e Academia)
O Chelsea F.C. Development Squad é uma equipe de desenvolvimento do Chelsea Football Club. Eles jogam na Premier League 2, que é o nível mais alto do futebol de reserva na Inglaterra. Eles foram os campeões nas temporadas 2013-14 e 2019-20. O time consiste principalmente de jogadores sub-21 no clube, embora os jogadores seniores ocasionalmente tenham uma aparição, por exemplo, quando estão se recuperando de uma lesão. O time sub-21 é gerenciado por Mark Robinson e o time sub-18 é gerenciado por Ed Brand.
O Chelsea F.C. Academy é o time sub-18 do Chelsea Football Club. É um membro da Liga de Desenvolvimento Profissional U18. Eles ganharam a FA Youth Cup nove vezes, incluindo cinco títulos consecutivos entre 2014 e 2018. A academia produziu muitos jogadores de sucesso como os irmãos Ron e Allan Harris, Peter Bonetti, Bobby Tambling, Barry Bridges, Bert Murray, John Hollins, Peter Osgood, Ray Wilkins, Graeme Le Saux, Bobby Smith, Terry Venables, Jimmy Greaves, e John Terry. Além disso, o Chelsea ganhou reputação como sendo o único clube inglês até agora a ter alcançado as finais da Liga Jovem da UEFA, chegando 4 vezes nas finais dessas competições, ganhando duas vezes e sendo vice-campeão duas vezes.
Neil Bath, que é o Chefe de Desenvolvimento da Juventude, é responsável pelo funcionamento diário da academia.
Até a temporada 2019-20, a equipe sub-23 jogou seus jogos no Recreation Ground, casa do Aldershot Town Football Club. A equipe sub-18 jogou seus jogos em casa no Cobham Training Centre, centro de treinamento do clube, em Cobham, Surrey. Ambos os times ocasionalmente utilizam o estádio Stamford Bridge para jogos importantes.

## Plantéis

### Plantel Sub-21
- Atualizado até 1 de setembro de 2023[2]

Nota: Bandeiras indicam equipe nacional, conforme definido pelas regras de elegibilidade da FIFA. Os jogadores podem ter mais de uma nacionalidade não-FIFA.
| N.º |               | Posição | Jogador            |
| --- | ------------- | ------- | ------------------ |
| 42  | Inglaterra    | D       | Alfie Gilchrist    |
| 44  | Inglaterra    | D       | Josh Brooking      |
| 47  | Finlândia     | G       | Lucas Bergström    |
| 48  | Inglaterra    | D       | Bashir Humphreys   |
| 49  | Finlândia     | M       | Jimi Tauriainen    |
| 50  | País de Gales | G       | Eddie Beach        |
| 51  | Inglaterra    | D       | Dylan Williams     |
| 52  | Inglaterra    | M       | Alex Matos         |
| 53  | Inglaterra    | D       | Ishé Samuels-Smith |
| 54  | Inglaterra    | M       | Leo Castledine     |
| 55  | Inglaterra    | A       | Jimmy-Jay Morgan   |
| 56  | Inglaterra    | M       | Billy Gee          |
| 57  | Inglaterra    | D       | Brodi Hughes       |

| N.º |            | Posição | Jogador                  |
| --- | ---------- | ------- | ------------------------ |
| 58  | Inglaterra | D       | Richard Olise            |
| 59  | Inglaterra | M       | Samuel Rak-Sakyi         |
| 60  | Inglaterra | G       | Max Merrick              |
| 61  | Inglaterra | A       | Zain Silcott-Duberry     |
| 62  | Inglaterra | A       | Ronnie Stutter           |
| 63  | Inglaterra | D       | Josh-Kofi Acheampong     |
| 67  | Inglaterra | A       | Tyrique George           |
| 70  | Inglaterra | G       | Luke Campbell            |
| 71  | Inglaterra | A       | Donnell McNeilly         |
| 73  | Inglaterra | D       | Harrison Murray-Campbell |
| 78  | Inglaterra | M       | Kiano Dyer               |
|     | Inglaterra | G       | Jamie Cumming            |

### Plantel Sub-18
- Atualizado até 3 de setembro de 2023[3]

Nota: Bandeiras indicam equipe nacional, conforme definido pelas regras de elegibilidade da FIFA. Os jogadores podem ter mais de uma nacionalidade não-FIFA.
| N.º |            | Posição | Jogador              |
| --- | ---------- | ------- | -------------------- |
| 54  | Inglaterra | M       | Leo Castledine       |
| 60  | Inglaterra | G       | Max Merrick          |
| 61  | Inglaterra | A       | Zain Silcott-Duberry |
| 63  | Inglaterra | D       | Josh-Kofi Acheampong |
| 64  | Inglaterra | D       | Travis Akomeah       |
| 65  | Gana       | A       | Ato Ampah            |
| 66  | Inglaterra | A       | Chinonso Chibueze    |
| 67  | Inglaterra | A       | Tyrique George       |
| 68  | Inglaterra | M       | Michael Golding      |
| 69  | Inglaterra | D       | Noah Hay             |
| 70  | Inglaterra | G       | Luke Campbell        |
| 71  | Inglaterra | A       | Donnell McNeilly     |
| 72  | Inglaterra | M       | Harrison McMahon     |

| N.º |                      | Posição | Jogador                  |
| --- | -------------------- | ------- | ------------------------ |
| 73  | Inglaterra           | D       | Harrison Murray-Campbell |
| 74  | Inglaterra           | M       | Reiss Denny              |
| 75  | Inglaterra           | D       | Kaiden Wilson            |
| 76  | Inglaterra           | D       | Somto Boniface           |
| 77  | Portugal             | M       | Leo Cardoso              |
| 78  | Inglaterra           | M       | Kiano Dyer               |
| 79  | Inglaterra           | M       | Ollie Harrison           |
| 80  | Inglaterra           | G       | Kai Crampton             |
| 81  | Inglaterra           | D       | Saheed Olagunju          |
| 82  | Inglaterra           | M       | Frankie Runham           |
| 83  | República da Irlanda | A       | Shaun Wade               |
| 84  | Inglaterra           | D       | Marcell Washington       |
| 85  | Suécia               | D       | Genesis Antwi            |

## Gerenciamento
| Mentor técnico                           | Claude Makélélé        |
| Chefe do desenvolvimento da juventude    | Neil Bath              |
| Treinador de desenvolvimento de plantel  | Mark Robinson          |
| Assistente de desenvolvimento de plantel | Jack Mesure Jon Harley |
| Treinador de time sub-18                 | Ed Brand               |
| Assistente-técnico do time sub-18        | Andy Ross Jimmy Smith  |

## Notáveis jogadores formados
Jogadores que tenham pelo menos 10 partidas internacionais e/ou pelo menos 100 partidas pelo Chelsea. Jogadores que ainda jogam pelo Chelsea, incluindo aqueles que estão atualmente emprestados a outros clubes, estão em negrito.
Antes da 2ª Guerra Mundial
- David Calderhead Jr.
- George Pearson
- Harry Bearryman
- Ron Greenwood
- Désiré Bastin
- Tommy Law
- Bill Robertson

Década de 1950
- Bobby Smith
- Peter Brabrook
- Les Allen
- John Compton
- Mel Scott
- Terry Bradbury
- Tony Nicholas
- Derek Gibbs
- David Cliss
- Jimmy Greaves
- Mike Harrison
- Micky Block
- Barry Bridges
- Bobby Tambling
- Ken Shellito
- Peter Bonetti
- Dick Whittaker
- Gerry Baker

Década de 1960
- Ron Harris
- Terry Venables
- Allan Harris
- Bert Murray
- Dennis Butler
- Dennis Brown
- Tony Currie
- John Dunn
- Peter Houseman
- John Hollins
- Peter Osgood
- Barry Lloyd
- Alan Hudson
- John Boyle
- Stewart Houston

Década de 1970
- Gary Stanley
- Steve Sherwood
- Gary Locke
- Brian Bason
- Graham Wilkins
- Ray Wilkins
- John Sparrow
- Teddy Maybank
- Steve Wicks
- Tommy Langley
- Ray Lewington
- Clive Walker
- Trevor Aylott
- Gary Johnson
- John Sitton
- Lee Frost
- John Bumstead
- Micky Nutton
- David Stride
- Mike Fillery
- Gary Chivers
- Kevin Hales
- Colin Pates
- Peter Rhoades-Brown
- Steve Finnieston
- Ian Britton

Década de 1980
- Carlton Palmer
- Dale Jasper
- Steve Francis
- Keith Dublin
- Keith Jones
- Robert Isaac
- Colin West
- David Lee
- Jason Cundy
- Graeme Le Saux
- Damian Matthew
- Graham Stuart
- John Millar
- Billy Dodds
- Craig Burley
- Paul Bodin
- Gareth Hall

Década de 1990
- Eddie Newton
- Andy Myers
- Neil Shipperley
- Michael Duberry
- Mark Nicholls
- Paul Hughes
- Jody Morris
- Jon Harley
- John Terry
- Samuele Dalla Bona
- Frank Sinclair
- Junior Mendes
- Muzzy Izzet
- Nathan Blake

Década de 2000
- Yves Ma-Kalambay
- Gaël Kakuta
- Carlton Cole
- Jack Cork
- Ryan Bertrand
- Momodou Ceesay
- Robert Huth
- Emmanuel Sarki
- Jóhann Berg Guðmundsson
- Ben Sahar
- Fabio Borini
- Jermaine Beckford
- Anthony Grant
- Shaun Cummings
- Mbark Boussoufa
- Bradley Woods-Garness
- Jeffrey Bruma
- Patrick van Aanholt
- James Younghusband
- Phil Younghusband
- Neil Etheridge
- Jeffrey Ntuka
- Michael Modubi
- Dean Furman
- Warren Cummings
- Liam Bridcutt
- Michael Mancienne
- Andy King

Década de 2010
- Richard Bakary
- Bertrand Traoré
- Faiq Bolkiah
- Iké Ugbo
- Victorien Angban
- Jérémie Boga
- Andreas Christensen
- Josh McEachran
- Nathaniel Chalobah
- Eddie Nketiah
- Dominic Solanke
- Declan Rice
- Ruben Loftus-Cheek
- Fikayo Tomori
- Tammy Abraham
- Callum Hudson-Odoi
- Mason Mount
- Trevoh Chalobah
- Reece James
- Conor Gallagher
- Marc Guéhi
- Jamal Musiala
- Tariq Lamptey
- Louie Annesley
- Aliu Djaló
- Nathan Moriah-Welsh
- Michael Obafemi
- Kasey Palmer
- Di'Shon Bernard
- Mukhtar Ali
- Rohan Ince
- Nathan Aké
- Ian Maatsen
- Ola Aina
- Cameron McGeehan
- George Saville
- Marcin Bułka
- Billy Gilmour
- Rowan Liburd
- Aziz Deen-Conteh
- Kevin Wright
- Will Donkin
- Michael Kedman
- Daniel Phillips
- Gökhan Töre
- Chris Mepham

Década de 2020
- Armando Broja
- Ben Elliott
- Lewis Hall
- Levi Colwill
- Lucas Bergström
- Omari Hutchinson
- Dujuan Richards
- Jon Russell
- Sam McClelland

## Jogador jovem do ano
- Atualizado até a temporada 2019–20[4]

| Ano  | Vencedor           |
| ---- | ------------------ |
| 1983 | Keith Dublin       |
| 1984 | Robert Isaac       |
| 1985 | Gareth Hall        |
| 1986 | Mick Bodley        |
| 1987 | Jason Cundy        |
| 1988 | Eddie Cunnington   |
| 1989 | Sem premiação      |
| 1990 | Sem premiação      |
| 1991 | Andy Myers         |
| 1992 | Zeke Rowe          |
| 1993 | Neil Shipperley    |
| 1994 | Mark Nicholls      |
| 1995 | Chris McCann       |
| 1996 | Jody Morris        |
| 1997 | Nick Crittenden    |
| 1998 | John Terry         |
| 1999 | Samuele Dalla Bona |
| 2000 | Rhys Evans         |

| Ano  | Vencedor            |
| ---- | ------------------- |
| 2001 | Leon Knight         |
| 2002 | Carlton Cole        |
| 2003 | Robert Huth         |
| 2004 | Robert Huth         |
| 2005 | Robert Huth         |
| 2006 | Lassana Diarra      |
| 2007 | Mikel John Obi      |
| 2008 | Time sub-18         |
| 2009 | Michael Mancienne   |
| 2010 | Time sub-18         |
| 2011 | Josh McEachran      |
| 2012 | Lucas Piazon        |
| 2013 | Nathan Aké          |
| 2014 | Lewis Baker         |
| 2015 | Kurt Zouma          |
| 2016 | Ruben Loftus-Cheek  |
| 2017 | Sem premiação       |
| 2018 | Andreas Christensen |

| Ano  | Vencedor           |
| ---- | ------------------ |
| 2019 | Callum Hudson-Odoi |
| 2020 | Sem premiação      |

## Jogador acadêmico do ano
- Atualizado até temporada 2022-23[4]

| Ano  | Vencedor        |
| ---- | --------------- |
| 2015 | Dominic Solanke |
| 2016 | Fikayo Tomori   |
| 2017 | Mason Mount     |
| 2018 | Reece James     |
| 2019 | Conor Gallagher |
| 2020 | Billy Gilmour   |
| 2021 | Tino Livramento |
| 2022 | Harvey Vale     |
| 2023 | Lewis Hall      |

## Ex-jogadores da academia (1992–presente)
- Os graduados da Academia que ainda jogam pelo Chelsea, incluindo aqueles que estão atualmente emprestados a outros clubes, estão em negrito.
| Jogador             | Idade de estréia no Chelsea principal, adversário, data         | Primeiro treinador no profissional |
| ------------------- | --------------------------------------------------------------- | ---------------------------------- |
| Neil Shipperley     | 18 anos, contra Southampton, 10 de abril de 1993                | David Webb                         |
| Michael Duberry     | 18 anos, contra Coventry City, 4 de maio de 1994                | Glenn Hoddle                       |
| Jody Morris         | 17 anos, contra Middlesbrough, 4 de fevereiro de 1996           | Glenn Hoddle                       |
| Mark Nicholls       | 19 anos, contra Leicester City, 12 de outubro de 1996           | Ruud Gullit                        |
| Neil Clement        | 19 anos, contra West Ham United, 21 de dezembro de 1996         | Ruud Gullit                        |
| Paul Hughes         | 21 anos, contra Derby County, 18 de janeiro de 1997             | Ruud Gullit                        |
| Nick Colgan         | 24 anos, contra West Ham United, 12 de março de 1997            | Ruud Gullit                        |
| Joe Sheerin         | 18 anos, contra Wimbledon, 22 de abril de 1997                  | Ruud Gullit                        |
| Steven Hampshire    | 16 anos, contra Blackburn Rovers, 15 de outubro de 1997         | Ruud Gullit                        |
| Nick Crittenden     | 19 anos, contra Southampton, 19 de novembro de 1997             | Ruud Gullit                        |
| Jon Harley          | 19 anos, contra Derby County, 5 de abril de 1998                | Gianluca Vialli                    |
| John Terry          | 17 anos, contra Aston Villa, 28 de outubro de 1998              | Gianluca Vialli                    |
| Mikael Forssell     | 17 anos, contra Arsenal, 31 de janeiro de 1999                  | Gianluca Vialli                    |
| Rob Wolleaston      | 19 anos, contra Huddersfield Town, 13 de outubro de 1999        | Gianluca Vialli                    |
| Samuele Dalla Bona  | 18 anos, contra Feyenoord, 24 de novembro de 1999               | Gianluca Vialli                    |
| Leon Knight         | 19 anos, contra Levski Sofia, 27 de setembro de 2001            | Claudio Ranieri                    |
| Joel Kitamirike     | 18 anos, contra Hapoel Tel Aviv, 18 de outubro de 2001          | Claudio Ranieri                    |
| Joe Keenan          | 19 anos, contra Aston Villa, 9 de fevereiro de 2002             | Claudio Ranieri                    |
| Carlton Cole        | 18 anos, contra Everton, 6 de abril de 2002                     | Claudio Ranieri                    |
| Robert Huth         | 17 anos, contra Aston Villa, 11 de maio de 2002                 | Claudio Ranieri                    |
| Filipe Oliveira     | 18 anos, contra Viking, 19 de setembro de 2002                  | Claudio Ranieri                    |
| Alexis Nicolas      | 20 anos, contra Scarborough, 24 de janeiro de 2004              | Claudio Ranieri                    |
| Steven Watt         | 19 anos, contra Scunthorpe United, 8 de janeiro de 2005         | José Mourinho                      |
| Anthony Grant       | 17 anos, contra Manchester United, 10 de maio de 2005           | José Mourinho                      |
| Lenny Pidgeley      | 21 anos, contra Charlton Athletic, 7 de maio de 2005            | José Mourinho                      |
| Jimmy Smith         | 19 anos, contra Newcastle United, 7 de maio de 2006             | José Mourinho                      |
| Ben Sahar           | 18 anos, contra Macclesfield Town, 6 de janeiro de 2007         | José Mourinho                      |
| Michael Woods       | 16 anos, contra Macclesfield Town, 6 de janeiro de 2007         | José Mourinho                      |
| Scott Sinclair      | 17 anos, contra Wycombe Wanderers, 10 de janeiro de 2007        | José Mourinho                      |
| Sam Hutchinson      | 17 anos, contra Everton, 13 de maio de 2007                     | Avram Grant                        |
| Miroslav Stoch      | 19 anos, contra Arsenal, 30 de novembro de 2008                 | Luiz Felipe Scolari                |
| Michael Mancienne   | 21 anos, contra Watford, 14 de fevereiro de 2009                | Guus Hiddink                       |
| Fabio Borini        | 18 anos, contra Tottenham Hotspur, 20 de setembro de 2009       | Carlo Ancelotti                    |
| Jeffrey Bruma       | 17 anos, contra Blackburn Rovers, 24 de outubro de 2009         | Carlo Ancelotti                    |
| Gaël Kakuta         | 18 anos, contra Wolverhampton Wanderers, 21 de novembro de 2009 | Carlo Ancelotti                    |
| Patrick van Aanholt | 19 anos, contra Portsmouth, 24 de março de 2010                 | Carlo Ancelotti                    |
| Josh McEachran      | 17 anos, contra MŠK Žilina, 15 de setembro de 2010              | Carlo Ancelotti                    |
| Jacob Mellis        | 19 anos, contra MŠK Žilina, 23 de novembro de 2010              | Carlo Ancelotti                    |
| Ryan Bertrand       | 21 anos, contra Birmingham City, 20 de abril de 2011            | Carlo Ancelotti                    |
| Lucas Piazon        | 18 anos, contra Wolverhampton Wanderers, 25 de setembro de 2012 | Roberto Di Matteo                  |
| Nathan Aké          | 17 anos, contra Norwich City, 26 de dezembro de 2012            | Rafael Benítez                     |
| Tomáš Kalas         | 20 anos, contra Arsenal, 29 de outubro de 2013                  | José Mourinho                      |
| Lewis Baker         | 18 anos, contra Derby County, 5 de janeiro de 2014              | José Mourinho                      |
| John Swift          | 18 anos, contra Cardiff City, 11 de maio de 2014                | José Mourinho                      |
| Dominic Solanke     | 17 anos, contra Maribor, 21 de outubro de 2014                  | José Mourinho                      |
| Andreas Christensen | 18 anos, contra Shrewsbury Town, 28 de outubro de 2014          | José Mourinho                      |
| Ruben Loftus-Cheek  | 18 anos, contra Sporting CP, 10 de dezembro de 2014             | José Mourinho                      |
| Isaiah Brown        | 18 anos, contra West Bromwich Albion, 18 de maio de 2015        | José Mourinho                      |
| Bertrand Traoré     | 20 anos, contra Maccabi Tel Aviv, 16 de setembro de 2015        | José Mourinho                      |
| Jake Clarke-Salter  | 18 anos, contra Aston Villa, 2 de abril de 2016                 | Guus Hiddink                       |
| Tammy Abraham       | 18 anos, contra Liverpool, 11 de maio de 2016                   | Guus Hiddink                       |
| Fikayo Tomori       | 18 anos, contra Leicester City, 15 de maio de 2016              | Guus Hiddink                       |
| Ola Aina            | 19 anos, contra Bristol Rovers, 23 de agosto de 2016            | Antonio Conte                      |
| Nathaniel Chalobah  | 21 anos, contra Leicester City, 20 de setembro de 2016          | Antonio Conte                      |
| Charly Musonda      | 20 anos, contra Arsenal, 6 de agosto de 2017                    | Antonio Conte                      |
| Jérémie Boga        | 20 anos, contra Burnley, 12 de agosto de 2017                   | Antonio Conte                      |
| Dujon Sterling      | 17 anos, contra Nottingham Forest, 20 de setembro de 2017       | Antonio Conte                      |
| Callum Hudson-Odoi  | 17 anos, contra Newcastle United, 28 de janeiro de 2018         | Antonio Conte                      |
| Kyle Scott          | 20 anos, contra Hull City, 16 de fevereiro de 2018              | Antonio Conte                      |
| Mason Mount         | 20 anos, contra Manchester United, 11 de agosto de 2019         | Frank Lampard                      |
| Billy Gilmour       | 18 anos, contra Sheffield United, 31 de agosto de 2019          | Frank Lampard                      |
| Reece James         | 19 anos, contra Grimsby Town, 25 de setembro de 2019            | Frank Lampard                      |
| Marc Guehi          | 19 anos, contra Grimsby Town, 25 de setembro de 2019            | Frank Lampard                      |
| Ian Maatsen         | 17 anos, contra Grimsby Town, 25 de setembro de 2019            | Frank Lampard                      |
| Tino Anjorin        | 17 anos, contra Grimsby Town, 25 de setembro de 2019            | Frank Lampard                      |
| Tariq Lamptey       | 19 anos, contra Arsenal, 29 de dezembro de 2019                 | Frank Lampard                      |
| Armando Broja       | 18 anos, contra Everton, 8 de março de 2020                     | Frank Lampard                      |
| Trevoh Chalobah     | 22 anos, contra Villarreal, 11 de agosto de 2021                | Thomas Tuchel                      |
| Xavier Simons       | 18 anos, contra Brentford, 22 de dezembro de 2021               | Thomas Tuchel                      |
| Jude Soonsup-Bell   | 17 anos, contra Brentford, 22 de dezembro de 2021               | Thomas Tuchel                      |
| Harvey Vale         | 18 anos, contra Brentford, 22 de dezembro de 2021               | Thomas Tuchel                      |
| Lewis Hall          | 17 anos, contra Chesterfield, 8 de janeiro de 2022              | Thomas Tuchel                      |
| Conor Gallagher     | 22 anos, contra Everton, 6 de agosto de 2022                    | Thomas Tuchel                      |
| Omari Hutchinson    | 19 anos, contra Manchester City, 5 de janeiro de 2023           | Graham Potter                      |
| Bashir Humphreys    | 19 anos, contra Manchester City, 8 de janeiro de 2023           | Graham Potter                      |
| Levi Colwill        | 20 anos, contra Liverpool, 13 de agosto de 2023                 | Mauricio Pochettino                |
| Alex Matos          | 18 anos, contra Fulham, 2 de outubro de 2023                    | Mauricio Pochettino                |

## Títulos

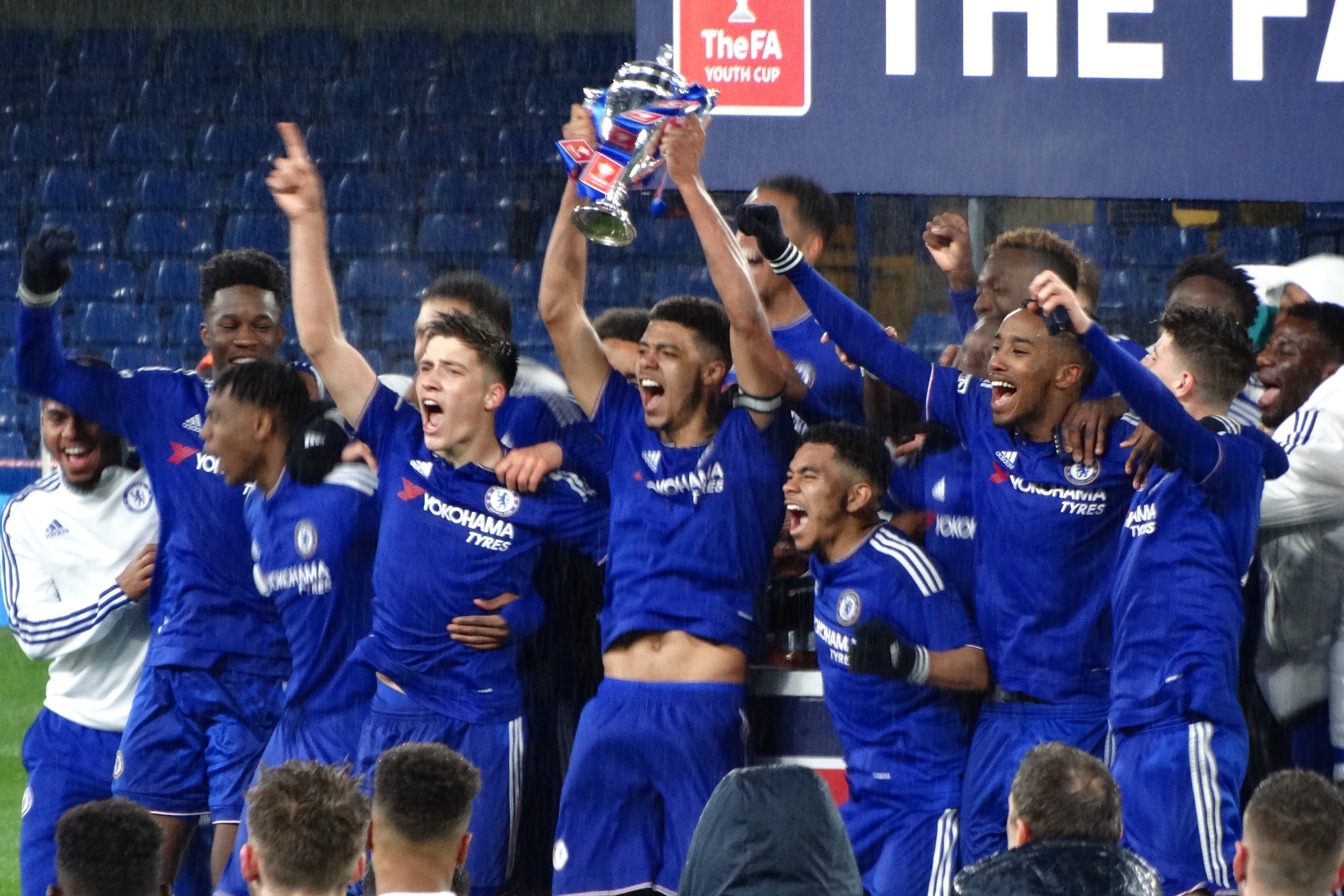
Jogadores do Chelsea celebrando a conquista da FA Youth Cup de 2015-16.

### Times reservas
- U21 Premier League / Premier League 2
  - (2): 2013–14, 2019–20
- The Football Combination
  - (11): 1948–49, 1954–55, 1957–58, 1959–60, 1960–61, 1964–65, 1974–75, 1976–77, 1984–85, 1990–91, 1993–94
- Premier Reserve League – Campeões nacionais
  - (1): 2010–11
- Premier Reserve League – Campeões do sul
  - (1): 2010–11
- London Challenge Cup
  - (5): 1919–20, 1926–27, 1949–50, 1959–60, 1960–61

### Academy Team
- UEFA Youth League
  - (2): 2014–15, 2015–16
- U18 Premier League – National Champions
  - (2): 2016–17, 2017–18
- U18 Premier League – Southern Champions
  - (4): 2014–15, 2015–16, 2016–17, 2017–18
- FA Youth Cup
  - (9): 1959–60, 1960–61, 2009–10, 2011–12, 2013–14, 2014–15, 2015–16, 2016–17, 2017–18
- U18 Premier League Cup
  - (1): 2017–18, 2021-22